# Keo lá tròn
Acacia podalyriifolia là một loài thực vật có hoa trong họ Đậu. Loài này được G.Don miêu tả khoa học đầu tiên.
Tại Việt Nam, ở nhiều nơi như ở Đà Lạt, người ta gọi cây này là cây keo lá tròn và mimosa.

## Hình ảnh

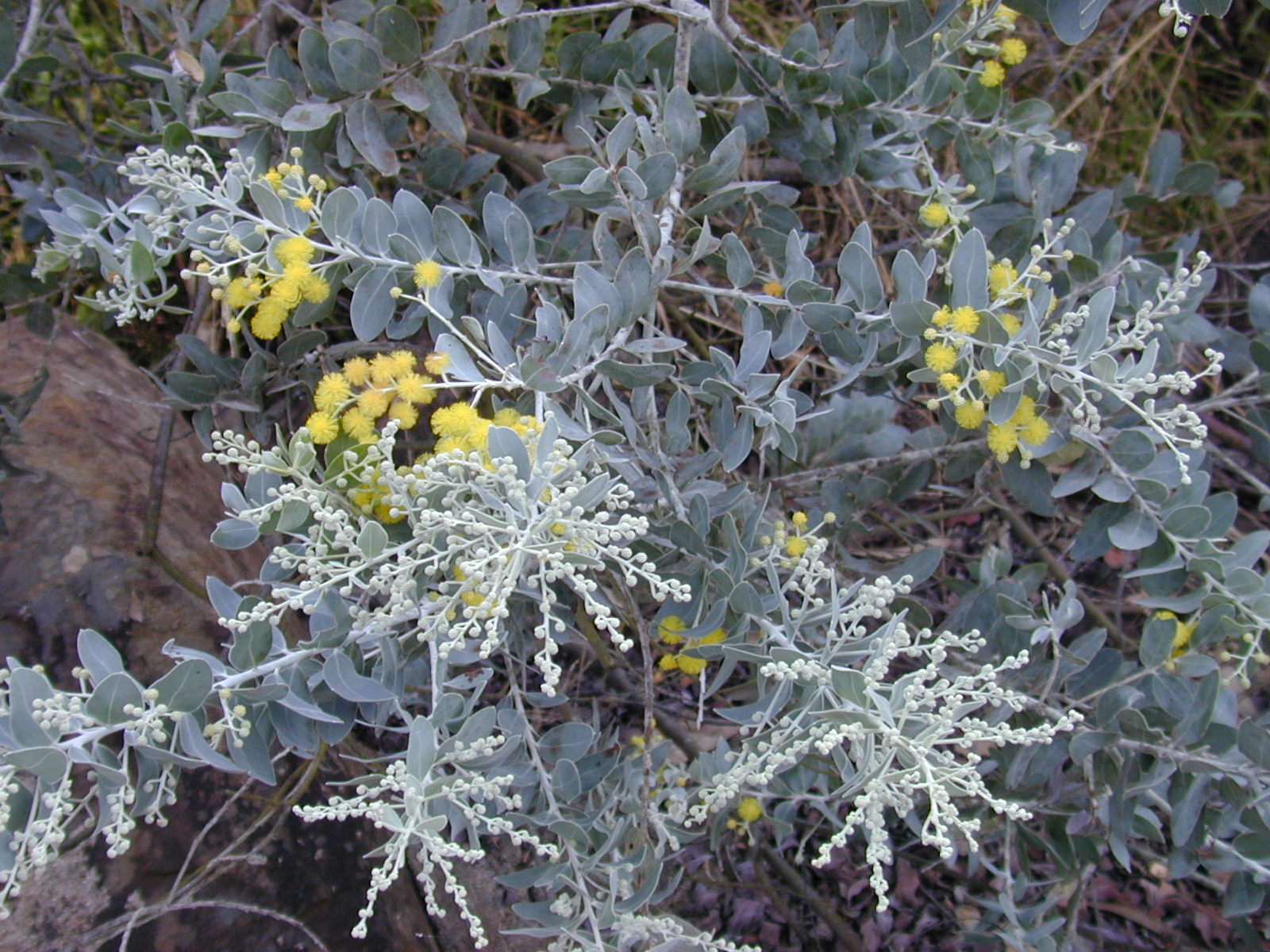
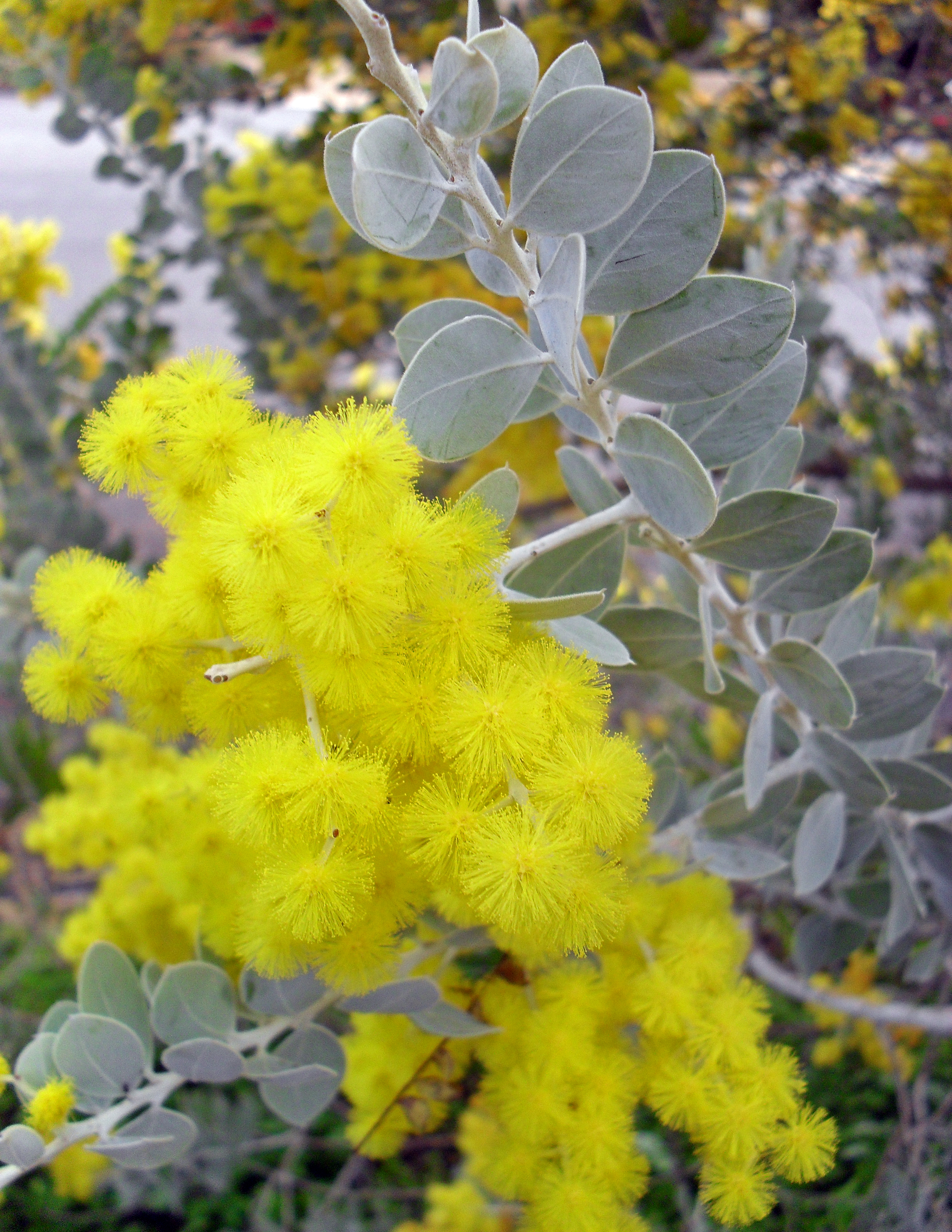
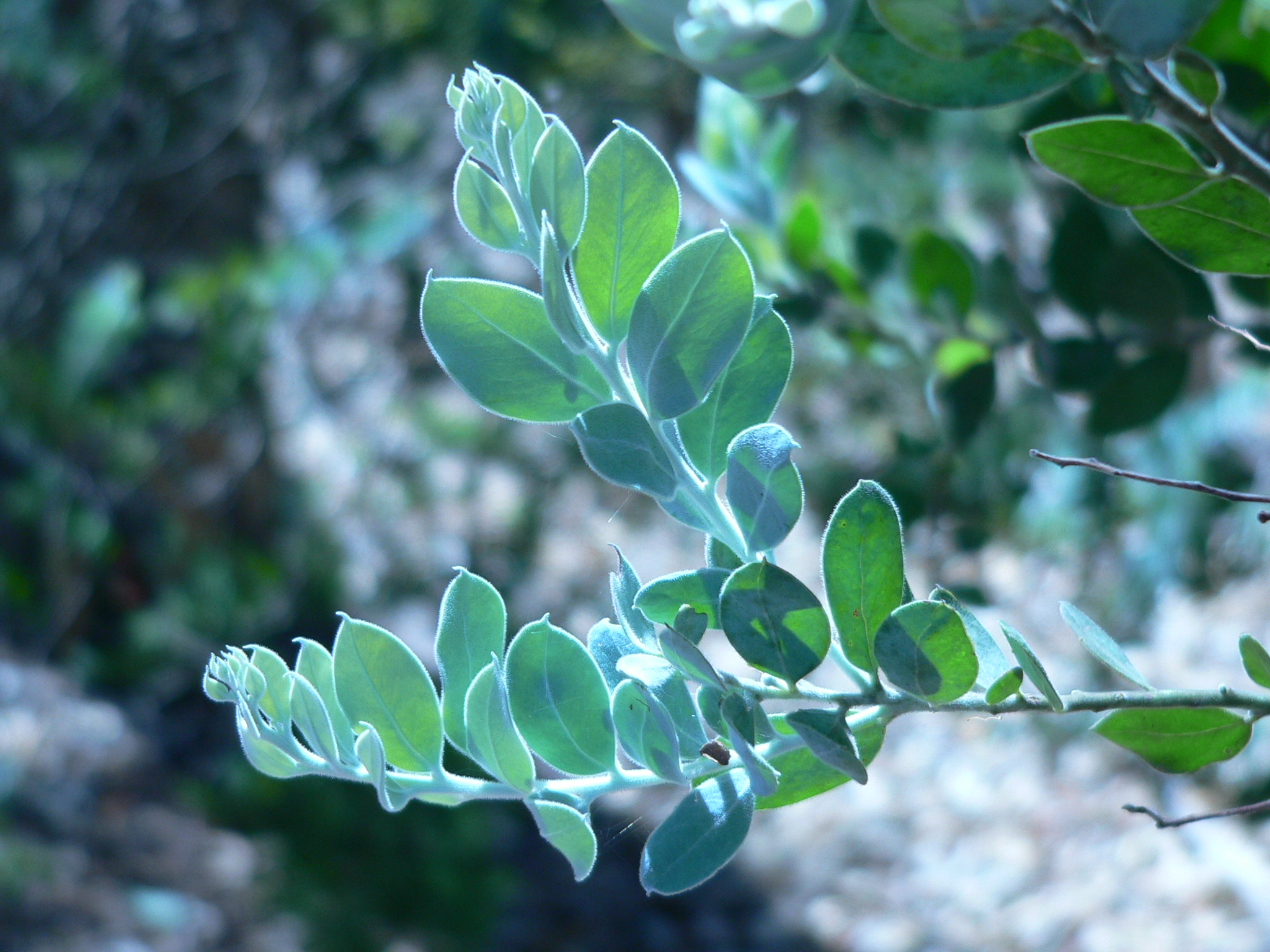
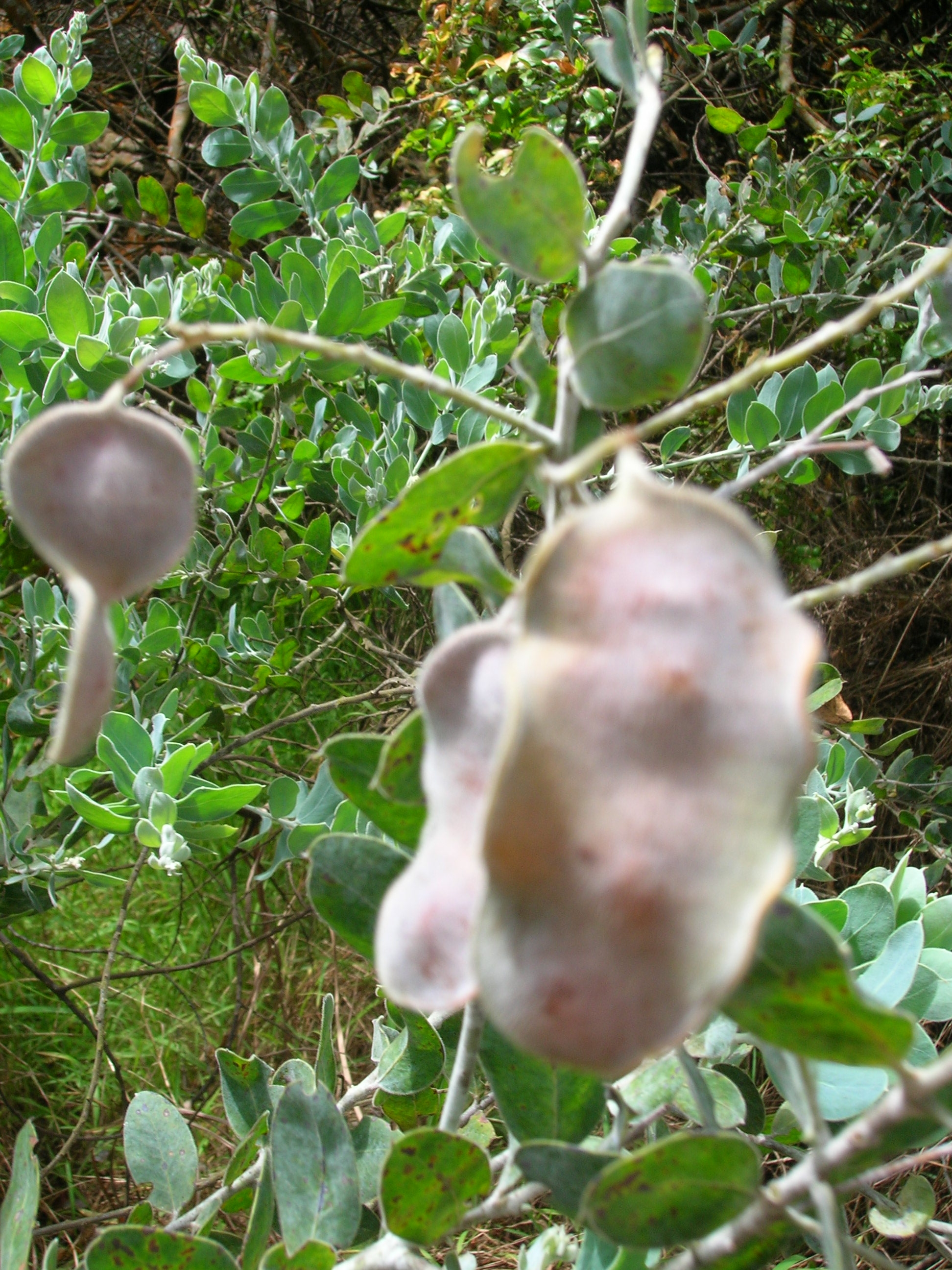
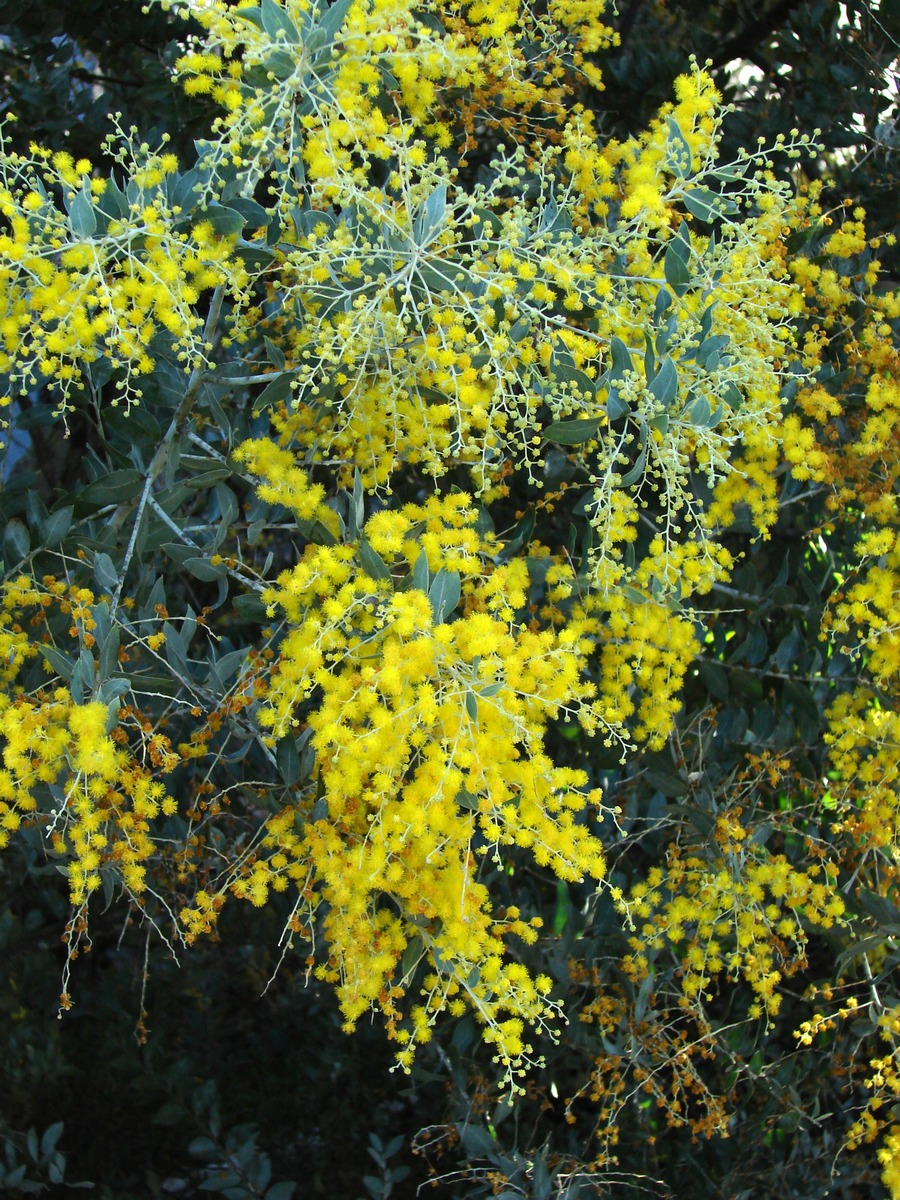
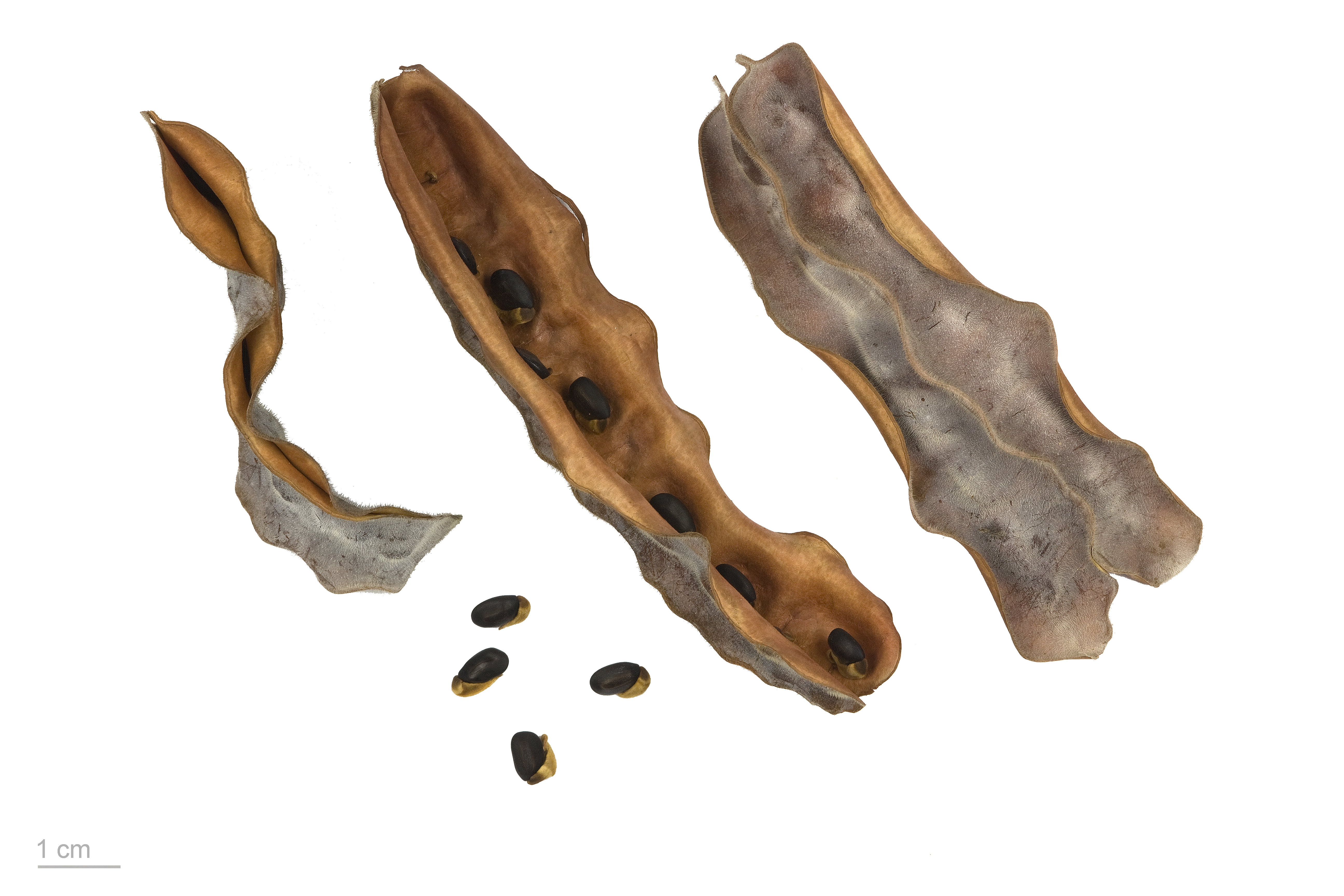
Acacia podalyriifolia - Museum specimen